# Metalvox
I Metalvox sono un gruppo musicale bolognese attivo tra la metà del 1979 e la metà del 1982, tornato operativo nel gennaio 2020.

## Storia
Il gruppo si forma a Bologna verso la metà del 1979 in seguito all'esplodere del fenomeno Bologna Rock. Poco dopo aver cercato un accordo con Fonoprint, il gruppo approda alla Italian Records, subito dopo la modifica della prima formazione.
Il primo nucleo nasce attorno a 10 persone, 6 delle quali avranno ruoli musicali e 4 di supporto tecnico, logistico e di marketing e/o pubbliche relazioni.
L'età media non raggiungeva i 18 anni.
Con la Italian Records, sotto la direzione di Oderso Rubini, partecipano all'incisione di una compilation uscita con il nome Ref.907, alla quale partecipano anche gli Absurdo, i Kerosene, gli Ipnotico Tango e gli Eurotunes, con i brani "Future", "TvHero"" e ""Infinity"". A gennaio 2020 sono state rinvenute le "pizze" originali delle registrazioni del secondo disco per la Italian Records; sono state mandate in Gran Bretagna per la digitalizzazione e da queste, recuperate interamente, è uscita una anteprima per le piattaforme digitali con il nome "1982 (Appetizers)" nel marzo 2021; questa, che era stata pubblicata con dei frammenti che sono stati ritenuti troppo brevi dalle piattaforme, è stata ritirata il 30/11/2021, per essere redistribuita nel marzo 2022, sempre in tre EP, ma con anticipazioni di oltre 1:30 per ogni brano. Nel novembre 2022 l'etichetta ella band firma un nuovo contratto di distribuzione con DisWiz, determinando nuovamente una ripubblicazione di un album.

## Formazione
- Gianni Capra - chitarra elettrica, sintetizzatori, voce
- Stefano Paselli - basso, sintetizzatori, voce
- Catello Di Carlo - batteria, sintetizzatori
- Marco Tubertini - sintetizzatori

## Discografia
- 1981 - REF.907 (LP) (Italian Records)
- 1982 - Self Made Man (LP) (Italian Records, non distribuito)
- 2005 - Return Of Flexi-Pop Vol. 5 (Flexi-Pop - Germany)
- 2008 - Minimal Wave In Italy (MP3 2008) (bluetvset.blogspot.com)
- 2013 - REF.907 (Ristampa) (Spittle-Italian Records/goodfellas)
- 2021 - 1982 (Appetizers) (ART4ART, Tunecore,  ritirato)
- 07/03/2022 - 1982 Vol. 1 (EP, ART4ART, SonaDigital)
- 13/03/2022 - 1982 Vol. 2 (EP, ART4ART, SonaDigital)
- 20/03/2022 - 1982 Vol. 3 (EP, ART4ART, SonaDigital)
- 11/05/2022 - Metalvox Against Apple 1982 Rem.2022 V1 (EP, ART4ART, SonaDigital)
- 18/05/2022 - Metalvox Against Apple 1982 Rem.2022 V2 (EP, ART4ART, SonaDigital)
- 22/05/2022 - Metalvox Against Apple 1982 Rem.2022 V3 (EP, ART4ART, SonaDigital)
- 25/06/2022 - 1982 Rem.2022 D.1 (EP, ART4ART, SonaDigital)
- 15/07/2022 - 1982 Rem.2022 D.2 (EP, ART4ART, SonaDigital)
- 06/08/2022 - 1982 Rem.2022 D.3 (EP, ART4ART, SonaDigital)
- 04/12/2023 - 1982 Rem.2022 D.1 (EP ART4ART LBL - DISWIZ)
- 04/12/2023 - 1982 Rem.2022 D.2 (EP ART4ART LBL - DISWIZ)
- 12/12/2023 - 1982 Rem.2022 D.3 (EP ART4ART LBL - DISWIZ)
- 12/12/2023 - 1982 (LP, ART4ART LBL - DISWIZ)
- 12/12/2023 - Junker Time Dream (Single, ART4ART LBL - DISWIZ)
- 12/12/2023 - Shave Your Brain (Single, ART4ART LBL - DISWIZ)
- 12/12/2023 - No Girls (Single, ART4ART LBL - DISWIZ)
- 12/12/2023 - Love Song (Single, ART4ART LBL - DISWIZ)
- 12/12/2023 - Medley 1 (Single, ART4ART LBL - DISWIZ)
- 12/12/2023 - Medley 2 (Single, ART4ART LBL - DISWIZ)
- 12/12/2023 - Medley 3 (Single, ART4ART LBL - DISWIZ)

## Titoli (parziale)
- Apocalypse (Rinaldi-Paselli-Capra)
- No Girls (Rinaldi-Paselli)
- Contamination (Rinaldi-Paselli-Palmieri)
- Crystal Glassroom (Paselli)
- Toys (Paselli)
- Plastic (Rinaldi-Palmieri)
- Junker Time Dream (Rinaldi-Paselli)
- Where's Love (Capra)
- When You're Sleeping (Paselli)
- Future World (Capra)
- Progress (Paselli-Capra)
- Tv Hero (Paselli)
- Infinite (∞) (Paselli-Capra-Tubertini-Di Carlo)
- Love Song (Paselli)
- Killers (Paselli)
- Cast Out (Paselli)
- Rap Man (Di Carlo-Tubertini-Paselli)
- The Match (Paselli-Di Carlo-Tubertini)
- Subway (Capra)
- Self Made Man (Di Carlo-Capra)
- Shave Your Brain (SYB) (Capra-Paselli)

## Video
- 1982 - Where's Love? - per RAITRE
- 2022 - Infinite
- 2022 - When You're Sleeping